# 保纽洛
保纽洛，是匈牙利索博尔奇-索特马尔-贝拉格州所辖的一个村。总面积12.23平方公里，总人口590，人口密度48.2人/平方公里（2011年1月1日）。